# Jurij Sedych
Jurij Georgijevič Sedych (ukrajinsky Юрій Георгійович Сєдих, rusky Юрий Геopгиевич Седых, 11. června 1955 Novočerkassk, Rostovská oblast, SSSR, dnešní Ruská federace – 14. září 2021) byl sovětský atlet ukrajinské národnosti, specializující se na hod kladivem.

## Život
Dětství prožil v ukrajinském městě Nikopol, kde se také poprvé seznámil s atletickým kladivem a kde se začal této disciplíně – pod trenérem Vladimirem Volovinem – věnovat. Prvotřídního tréninku se mu pak dostalo na Institutu tělesné kultury k Kyjevě, kde jako pedagog působil olympijský vítěz v hodu kladivem z her v Mnichově v roce 1972, Anatolij Bondarčuk. S Bondarčukem se Sedych seznámil hned na podzim 1972, po návratu Bondarčuka z vítězné olympiády – Sedycha k němu přivedl Viktor Sirenko, vedoucí katedry atletiky na kyjevském institutu. Sirenko Bondarčuka poprosil, aby se sedmnáctiletému kladiváři věnoval, což Bondarčuk učinil, přestože v roce 1972, ve svých 32 letech, se k trenérské práci zatím ještě nechystal. Za další čtyři roky, v roce 1976 se oba dva – student i jeho o 15 let starší pedagog (kterému Sedych v té době nadále vykal) setkali na společných stupních vítězů na olympijských hrách v Montrealu, kde Sedych získal zlatou medaili a Bondarčuk medaili bronzovou. Bondarčukova škola se zaměřila na řadu drobných detailů v Sedychově technice, ale i na některé podstatné změny. Na mistrovství Evropy v Praze v roce 1978 si například experti všimli, že Sedych se do kladiva nezavěšuje, nevysouvá pánev, ale roztáčí se v předklonu, což prodlužovalo poloměr otáček kladiva minimálně o 20 centimetrů, takže při stejné rychlosti otáček dosahovalo kladivo větší rychlosti a snižovala se přitom jeho odstředivá síla, což zlepšovalo zvládnutí tahu kladiva.
Svých prvních atletických úspěchů dosáhl už v juniorské kategorii – v roce 1973 se stal v Duisburgu juniorským mistrem Evropy. V roce 1973 hodil 6 kilogramovým kladivem 75,88 m, což byl nejlepší světový výkon v jeho věkové kategorii, a letech 1973 a 1974 vytvořil se seniorským kladivem také dva juniorské světové rekordy.
Je považován za největší osobnost světového hodu kladivem všech dob – ve světových tabulkách jednotlivých sezón dokázal figurovat mezi 50 nejlepšími kladiváři světa plných 23 let (1973–1995), překonal 8 sovětských a 6 světových rekordů, 3 světové halové rekordy v hodu břemenem, získal tituly olympijského vítěze, mistra světa, mistra Evropy i juniorského mistra Evropy, zvítězil na atletickém evropském i světovém poháru. Zvítězil na Hrách dobré vůle v roce 1986. Stal se vítězem atletické Grand Prix v hodu kladivem v roce 1986 a potom znovu v roce 1990.
Hranici 80 metrů překonal v 77 závodech, nestal se však historicky prvním kladivářem světa, který tuto vzdálenost dokázal zdolat – tento primát získal v roce 1978 jiný sovětský kladivář, Boris Zajčuk.
Ve své disciplíně je stále světovým rekordmanem výkonem 86,74 metru z roku 1986. K tomuto výkonu se v roce 2005 na pouhý 1 centimetr přiblížil běloruský kladivář Ivan Tichon. Přes 86 metrů se v historii dostal již pouze další bývalý kladivář, Sergej Litvinov (86,04 metru z roku 1986). Sedych je ve stejné disciplíně vítězem letních olympijských her z let 1976 a 1980.

## Osobní život

### Manželky Jurije Sedycha
Jurij Sedych byl dvakrát ženatý. Obě dvě jeho manželky jsou olympijskými vítězkami v atletice. Jeho první ženou byla jeho krajanka, rodačka rovněž z Rostovské oblasti, Ljudmila Kondraťjevová, olympijská vítězka v běhu na 100 metrů z olympijských her 1980 v Moskvě. Jeho současnou manželkou je bývalá sovětská koulařka, vítězka z olympijských her 1988 v Soulu a světová rekordmanka Natalja Lisovská. Žil i s rodinou v Paříži a věnoval se trenérské práci.

### Dcery Jurije Sedycha
Jurij Sedych je otcem dvou dcer, které se obě na vrcholové úrovni věnují hodu kladivem. Starší dcerou je Oksana Kondraťjevová (Oksana Kondratyeva, * 22. 11. 1985, 180cm, 80 kg), která závodí pod rodným příjmením své matky a je občankou Ruské federace. V roce 2013 vytvořila osobní rekord 77,13 m, kterým ve světových tabulkách této sezóny figurovala na třetím místě (druhá v ruských tabulkách 2013). Na mistrovství světa v Moskvě v roce 2013 obsadila v hodu kladivem 7. místo, jako studentka Moskevské státní univerzity (obor tělesná výchova) získala na letní světové univerziádě 2013 v Kazani stříbrnou medaili.
Mladší dcera, jejíž matkou je Natalja Lisovská, se jmenuje Alexia Sedykhová (Alexia Sedykh, * 13. 9. 1993, 173 cm, 70 kg) a je občankou Francie. Přestože zatím nedosahuje výkonnosti své starší nevlastní sestry, dosáhla už několika úspěchů. Je to především zlatá medaile na Olympijských hrách mládeže, pořádaných v roce 2010 v Singapuru (59,08 m), bronzová medaile na juniorském mistrovství Evropy 2011 v Tallinnu (65,02 m) nebo bronzová medaile na mistrovství Evropy atletů do 23 let v roce 2013 v Tampere (66,67 m).

### PříjmeníSedych
Příjmení Sedych se v češtině skloňuje obvyklým způsobem, v ruštině či ukrajinštině však žádné koncovky nepřibírá (podobně jako česká příjmení typu Janků, Petrů apod.) I v případě jména Sedych jde o druhý pád množného čísla, v tomto případě přídavného jména sedyj. Koncovka -ych je tedy totožná s českou koncovkou -ých (šedých, černých, bílých apod.) – Věta Znám Jurije Sedycha se tedy v ruštině řekne Ja znaju Jurija Sedych. Věta Mluvil jsem s Jurijem Sedychem zní Ja govoril s Jurijem Sedych.

## Světové rekordy Jurije Sedycha

### Hod kladivem (seniorské světové rekordy)
- 80,38 m a 80,64 m, Leselidze 16. 5. 1980. V černomořském letovisku v gruzínské Abcházii byly na stadionu místního Dynama překonány během jediného večera (v průběhu pouhých 35 minut) tři světové rekordy v hodu kladivem. Ve třetí sérii kladivářské soutěže překonal v 16:15 hod. Jurij Sedych hodem dlouhým 80,38 m světový rekord západního Němce Karla-Hanse Riehma z roku 1978. Ve stejné sérii, v 16:30 hod., rekord znovu zlepšil další sovětský kladivář, Estonec Jüri Tamm – 80,46 m. V páté sérii, v 16:50 hod., získal Sedych světový rekord opět pro sebe, výkonem 80,64 metru. I poslední, šestý, Sedychův hod, dlouhý 80,44 metru, byl lepší nežli starý Riehmův světový rekord. Třetí v závodě skočil výkonem 78,94 m Sergej LItvinov, čtvrtý byl Aleksej Maljukov (77,10 m), na pátém místě skončil historicky první kladivář světa, který přehodil hranici 80 metrů, Boris Zajčuk – v Leselidze hodil jen 76,64 metrů.
- 81,80 m, Moskva 31. 7. 1980. Jurij Sedych nepřijel na olympijské hry do Moskvy jako světový rekordman: světový rekord 80,64 metru z Leselidze vydržel jen 8 dnů a překonal jej Sedychův největší rival Sergej Litvinov, který 24. 5. 1980 v Soči dosáhl výkonu 81,64 metru. Sedych v tomto závodě skončil výkonem 79,98 metru až třetí, za Borisem Zajčukem (80,48 m) a před Jürim Tammem (79,54 m). A ač obhájce zlata z olympijských her v Montrealu, nenastupoval?? Jurij Sedych do olympijského vrhačského kruhu ani jako největší favorit – výkonnost trojice kladivářů SSSR (Litvinov, Sedych a Tamm) byla velmi vyrovnaná a získat zlatou olympijskou medaili mohl kterýkoli z nich. Podařilo se to Sedychovi – hned prvním pokusem překonal světový rekord a za hranici 80 metrů poslal kladivo celkem čtyřikrát. Každý se těchto hodů by sám o sobě stačil na získání olympijského vítězství.
- 86,34 m, Cork 3. 7. 1984. Historicky první kladivářské překonání hranice 85 metrů se odehrálo v roce 1984 na mítinku Cork City Sports International v irském městě Corku. Světovým rekordmanem byl v té době opět Sergej Litvinov (84,36 m), ovšem Sedych už v první sérii jeho rekord pokusem dlouhým 86,34 metru překonal. Ještě další dva Sedychovy hody na tomto mítinku letěly za hranici předchozího světového rekordu: 86,00 metru ve druhé sérii a 85,20 metru v sérii třetí.
- 86,66 m, Tallinn 22. 6. 1986. Za další dva roky, na atletickém utkání SSSR s Německou demokratickou republikou v hlavním městě Estonska hodil Sedych už v první sérii 86,00 metru a v sérii třetí překonal světový rekord hodem dlouhým 86,66 metru. Druhý v závodě skončil výkonem 84,36 m Sergej Litvinov.
- 86,74 m, Stuttgart 30. 8. 1986. Ve finále atletického mistrovství Evropy 1986 na stuttgartském Neckarstadionu vytvořil Jurij Sedych v páté sérii svůj poslední světový rekord, 86,74 metru. Ve všech šesti pokusech přehodil hranici 83 metrů a jeho nejhorší pokus v soutěži měl hodnotu 83. 94 metru.

### Hod kladivem (juniorské světové rekordy)
- 69,04 m Jalta, 7. 10. 1973
- 70,86 m Alušta, 1. 4. 1974

### Hod břemenem (35 liber = 15,88 kilogramu), v hale
- 23,00 m Montreal, 10. 3. 1979
- 23,35 m Montreal, 10. 3. 1979
- 23,46 m Montreal, 10. 3. 1976

## 10 nejlepších výkonů Jurije Sedycha
- 86,74 (1) Stuttgart 30. 8. 1986 (mistrovství Evropy)
- 86,66 (1) Tallinn 22. 6. 1984 (mezistátní atletické utkání SSSR-NDR)
- 86,34 (1) Cork 3. 7. 1984 (mítink Cork City Sports International)
- 85,68 (1) Budapešť 11. 8. 1986 (mezinárodní mítink BGP)
- 85,60 (1) Londýn 13. 7. 1984 (mezinárodní mítink PTG)
- 85,60 (1) Moskva 17. 8. 1984 (mezinárodní závody Družba)
- 85,14 (1) Moskva 4. 9. 1988 (Memoriál Vladimira Kuce)
- 85,02 (1) Budapešť 20. 8. 1984 (mezinárodní mítink BGP)
- 84,92 (1) Drážďany 3. 7. 1986 (mezinárodní mítink Olympijský den)
- 84,72 (1) Moskva 9. 7. 1986 (Hry dobré vůle)

## Výkony Jurije Sedycha v jednotlivých sezónách
(v závorce pořadí ve světových tabulkách příslušného roku, = stejného výkonu dosáhli dva atleti či více atletů)
- 1971 – 57,02 m … 8. místo v tabulkách SSSR pro ročník 1953 a mladší
- 1972 – 62,96 m … 3. místo v tabulkách SSSR pro ročník 1954 a mladší
- 1973 – 69,04 m (50) … 21. místo v seniorských tabulkách SSSR, 1. místo v tabulkách SSSR pro ročník 1954 a mladší
- 1974 – 70,86 m (31=) … 13. místo v seniorských tabulkách SSSR, 1. místo v tabulkách SSSR pro ročníky 1954-1955
- 1975 – 75,00 m (8)
- 1976 – 78,86 m (1)
- 1977 – 76,60 m (3)
- 1978 – 79,76 m (3)
- 1979 – 77,58 m (7=)
- 1980 – 81,80 m (1)
- 1981 – 80,18 m (2)
- 1982 – 81,66 m (3)
- 1983 – 80,94 m (5)
- 1984 – 86,34 m (1)
- 1985 – 82,70 m (2)
- 1986 – 86,74 m (1)
- 1987 – 80,34 m (12)
- 1988 – 85,14 m (1)
- 1989 – 81,92 m (4)
- 1990 – 82,80 m (4)
- 1991 – 82,62 m (3)
- 1992 – 82,18 m (4)
- 1993 – 76,92 m (28)
- 1994 – 80,14 m (11)
- 1995 – 79,48 m (12)
- 1996 – 69,62 m (115)

## Jurij Sedych v atletických tabulkách své doby

### Světové tabulky v hodu kladivem mužů v roce 1980
- 81,80 Jurij Sedych (SSSR), 1955, 1, Moskva 31. 7. 1980
- 81,66 Sergej LItvinov (SSSR), 1958, 1, Soči 24. 5. 1980
- 80,80 Karl-Hans Riehm (SRN), 1951, 1, Rhede 30. 7. 1980
- 80,48 Boris Zajčuk (SSSR), 1947, 2, Soči 24. 5. 1980
- 80,46 Jüri Tamm (SSSR), 1957, 2, Leselidze 16. 5. 1980
- 80,34 Igor Nikulin (SSSR), 1960, 2, Moskva 21. 6. 1980
- 78,94 Detlef Gerstenberg (NDR), 1957, 1, Erfurt 18. 5. 1980
- 78,59 Aleksandr Kozlov (SSSR), 1952, 5, Soči 24. 5. 1980
- 78,52 Aleksej Maljukov (SSSR), 1950, 6, Soči 24. 5. 1980
- 77,96 Manfred Hünning (SRN), 1953, 2, Rhede 30. 7. 1980

### Dlouhodobé světové tabulky v hodu kladivem mužů k 31. 12. 1980
- 81,80 Jurij Sedych (SSSR), 1955, 1, Moskva 31. 7. 1980
- 81,66 Sergej LItvinov (SSSR), 1958, 1, Soči 24. 5. 1980
- 80,80 Karl-Hans Riehm (SRN), 1951, 1, Rhede 30. 7. 1980
- 80,48 Boris Zajčuk (SSSR), 1947, 2, Soči 24. 5. 1980
- 80,46 Jüri Tamm (SSSR), 1957, 2, Leselidze 16. 5. 1980
- 80,34 Igor Nikulin (SSSR), 1960, 2, Moskva 21. 6. 1980
- 79,30 Walter Schmidt (SRN), 1948, 1, Frankfurt nad Mohanem 14. 8. 1975
- 79,16 Manfred Hünning (SRN), 1953, 1, Dortmund 22. 8. 1979
- 78,94 Detlef Gerstenberg (NDR), 1957, 1, Erfurt 18. 5. 1980
- 78,62 Aleksej Spiridonov (SSSR), 1951, 1, Kyjev 22. 8. 1976

### Světové tabulky v hodu kladivem mužů v roce 1986
- 86,74 Jurij Sedych (SSSR), 1955, 1, Stuttgart 30. 8. 1986
- 86,04 Sergej Litvinov (SSSR), 1958, 1, Drážďany 3. 7. 1986
- 82,34 Igor Nikulin (SSSR), 1960, 3, Drážďany 3. 7. 1986
- 82,24 Benjaminas Vilučkis (SSSR), 1961, Klaipėda 24. 8. 1986
- 81,70 Günther Rodehau (NDR), 1959, 1, Dráždany 16. 8. 1986
- 81,32 Klaus Ploghaus (SRN), 1956, 1, Paderborn 25. 8. 1986
- 80,88 Jud Logan (USA), 1959, 1, Walnut 27. 4. 1986
- 80,88 Jüri Tamm (SSSR), 1957, 1, Leselidze 18. 5. 1986
- 80,70 Vasilij Sidorenko (SSSR), 1961, 1, Tbilisi 10. 8. 1986
- 80,68 Igor Astapkovič (SSSR), 1963, 1, Minsk 1. 6. 1986

### Dlouhodobé světové tabulky v hodu kladivem mužů k 31. 12. 1986
- 86,74 Jurij Sedych (SSSR), 1955, 1, Stuttgart 30. 8. 1986
- 86,04 Sergej Litvinov (SSSR), 1958, 1, Drážďany 3. 7. 1986
- 84,40 Jüri Tamm (SSSR), 1957, 1, Banská Bystrica 9. 9. 1984
- 83,54 Igor Nikulin (SSSR), 1960, 1, Atény 2. 9. 1982
- 82,64 Günther Rodehau (NDR), 1959, 1, Dráždany 3. 8. 1985
- 82,24 Benjaminas Vilučkis (SSSR), 1961, Klaipėda 24. 8. 1986
- 81,56 Christoph Sahner (SRN), 1963, 1, Rehlingen 27. 5. 1985
- 81,52 Juha Tiainen (Finsko), 1955, 1, Tampere 11. 6. 1984
- 81,44 Jurij Tarasjuk (SSSR), 1957, 1, Minsk 10. 8. 1984
- 81,32 Klaus Ploghaus (SRN), 1956, 1, Paderborn 25. 8. 1986

## Osobní rekordy
- Hod kladivem - 86,74 m. (1986)  (Současný světový rekord)